# Institut des techniques de la construction du bâtiment et des travaux publics
L'institut des techniques de la construction du bâtiment et des travaux publics (ITCBTP) est une école d'ingénieurs par l'apprentissage située à Montpellier.
Accessible après un DUT en génie civil ou un BTS en bâtiment ou travaux publics, le cursus se déroule en trois ans par alternance de périodes en entreprise et en centre de formation.
L'apprenti est salarié d'une entreprise de BTP (Vinci, Bouygues, Eiffage ou PME) dans laquelle il est accompagné par un tuteur.
Il suit par périodes régulières des cours en centre de formation durant un tiers du temps total du cursus et travaille le reste du temps en entreprise sous la responsabilité du tuteur.
Les partenaires pédagogiques de l'ITCTP sont :
- CESI
- CNAM

La formation est destinée à produire des ingénieurs de terrain qui exerceront, en première partie de carrière, le métier de conducteur de travaux.